# Limnephilus cianficconiae
Limnephilus cianficconiae là một loài Trichoptera trong họ Limnephilidae. Chúng phân bố ở miền Cổ bắc.